# أرز عنبر
أرز عنبر أو رز العنبر أو تمن العنبر أو الشلب هو أحد أنواع الرز، يُعد الأفضل والأكثر إنتاجاً في العراق بسبب شدة بياضه ورائحته المميزة ونسبة البروتين العالية و كبر حجم البذرة. يزرع في النجف والديوانية وبابل والناصرية والمشخاب.

## زراعته
يزرع رز العنبر (الشلب) في جنوب العراق فقط، في تربة طينية ويسقى بماء الفرات، ويبدء موسم زراعته في شهر أيار ويستمر بالنمو لمدة ستة أشهر، حيث يكون موسم الحصاد في منتصف شهر تشرين الأول. وكانت وزارة الزراعة العراقية قد اتخذت قرارا بمنع زراعة الأرز في موسمي 2022 و2023 على التوالي بسبب أزمة المياه التي نتجت عن قلة الإمدادات المائية الواردات إلى نهري دجلة والفرات وتراجع سقوط الأمطار بسبب أزمة الجفاف التي تمر بها المنطقة والعراق على وجه الخصوص.